# Vysokorychlostní trať Chang-čou – Čchang-ša
Vysokorychlostní trať Chang-čou – Čchang-ša (čínsky v českém přepisu chang-čchang kao-su tchie-lu, pchin-jinem hángchǎng gāosù tiělù, znaky zjednodušené 杭长高速铁路), zkráceně VRT Chang-čchang (čínsky v českém přepisu chang-čchang kao-tchie, pchin-jinem hángchǎng gāotiě, znaky zjednodušené 杭长高铁) je dvoukolejná elektrifikovaná vysokorychlostní trať v Číně vedoucí mezi městy Chang-čou v provincii Če-ťiang a Čchang-ša v provincii Chu-nan.
Trať je součástí vysokorychlostního železničního koridoru Šanghaj – Kchun-ming.

## Historie
Stavba trati byla oficiálně zahájena 22. prosince 2009. 16. září 2014 byl zprovozněn úsek mezi městy Nan-čchang a Čchang-ša, celá trať byla poté uvedena do provozu 10. prosince 2014. V roce 2019 byla maximální traťová rychlost omezena na 310 km/h.

## Trať
Vysokorychlostní trať začíná v Chang-čou, hlavním městě provincie Če-ťiang, kde navazuje na vysokorychlostní trať Šanghaj – Chang-čou, první úsek koridoru Šanghaj – Kchun-ming. Poté vede přes okres Ču-ťi v prefektuře Šao-sing, poté přes prefektury Ťin-chua, Čchü-čou, Šang-žao, Jing-tchan a Fu-čou, dále Nan-čchang, hlavní město provincie Ťiang-si, profektury Sin-jü, I-čchun, Pching-siang a Ču-čou a končí v Čchang-ša, hlavním městě provincie Chu-nan. Tam na ni dále navazuje vysokorychlostní trať Čchang-ša – Kchun-ming, poslední ze tří úseků koridoru Šanghaj – Kchun-ming. Celková délka trati je 927 km. Trať je projektována pro provoz při rychlosti 350 km/h; maximální sklon trati je 20 ‰; minimální poloměr oblouku je 9000 – 12000 m, v náročných úsecích trati poté 7000 m; napájecí soustava je 25 kV, 50 Hz.

## Stanice
| Název stanice             | Kilometráž | Provincie | Prefektura   |
| ------------------------- | ---------- | --------- | ------------ |
| Chang-čou východ 杭州东   | 0          | Če-ťiang  | Chang-čou    |
| Chang-čou jih 杭州南      | 16         | Če-ťiang  | Chang-čou    |
| Ču-ťi 诸暨                | 66         | Če-ťiang  | Šao-sing     |
| I-wu 义乌                 | 109        | Če-ťiang  | Ťin-chua     |
| Ťin-chua 金华             | 161        | Če-ťiang  | Ťin-chua     |
| Lung-jou 龙游             | 210        | Če-ťiang  | Čchü-čou     |
| Čchü-čou 衢州             | 239        | Če-ťiang  | Čchü-čou     |
| Ťiang-šan 江山            | 269        | Če-ťiang  | Čchü-čou     |
| Jü-šan jih 玉山南         | 307        | Ťiang-si  | Šang-žao     |
| Šang-žao 上饶             | 341        | Ťiang-si  | Šang-žao     |
| I-jang 弋阳               | 401        | Ťiang-si  | Šang-žao     |
| Jing-tchan sever 鹰潭北   | 442        | Ťiang-si  | Jing-tchan   |
| Fu-čou východ 抚州东      | 485        | Ťiang-si  | Fu-čou       |
| Ťin-sien jih 进贤南       | 524        | Ťiang-si  | Nan-čchang   |
| Nan-čchang západ 南昌西   | 582        | Ťiang-si  | Nan-čchang   |
| Kao-an 高安               | 629        | Ťiang-si  | I-čchun      |
| Sin-jü sever 新余北       | 709        | Ťiang-si  | Sin-jü       |
| I-čchun 宜春              | 758        | Ťiang-si  | I-čchun      |
| Pching-siang sever 萍乡北 | 819        | Ťiang-si  | Pching-siang |
| Li-ling východ 醴陵东     | 848        | Chu-nan   | Ču-čou       |
| Čchang-ša jih 长沙南      | 927        | Chu-nan   | Čchang-ša    |